# Har Kesullot
Har Kesullot (hebreiska: הר כסלות) är ett berg i Israel.   Det ligger i distriktet Norra distriktet, i den norra delen av landet. Toppen på Har Kesullot är 430 meter över havet.
Terrängen runt Har Kesullot är huvudsakligen kuperad, men åt sydväst är den platt. Runt Har Kesullot är det ganska tätbefolkat, med 80 invånare per kvadratkilometer. Närmaste större samhälle är Naẕerat ‘Illit, 1,7 km nordväst om Har Kesullot. Trakten runt Har Kesullot består till största delen av jordbruksmark.